# Elecciones presidenciales provisionales de la República de China de 1911

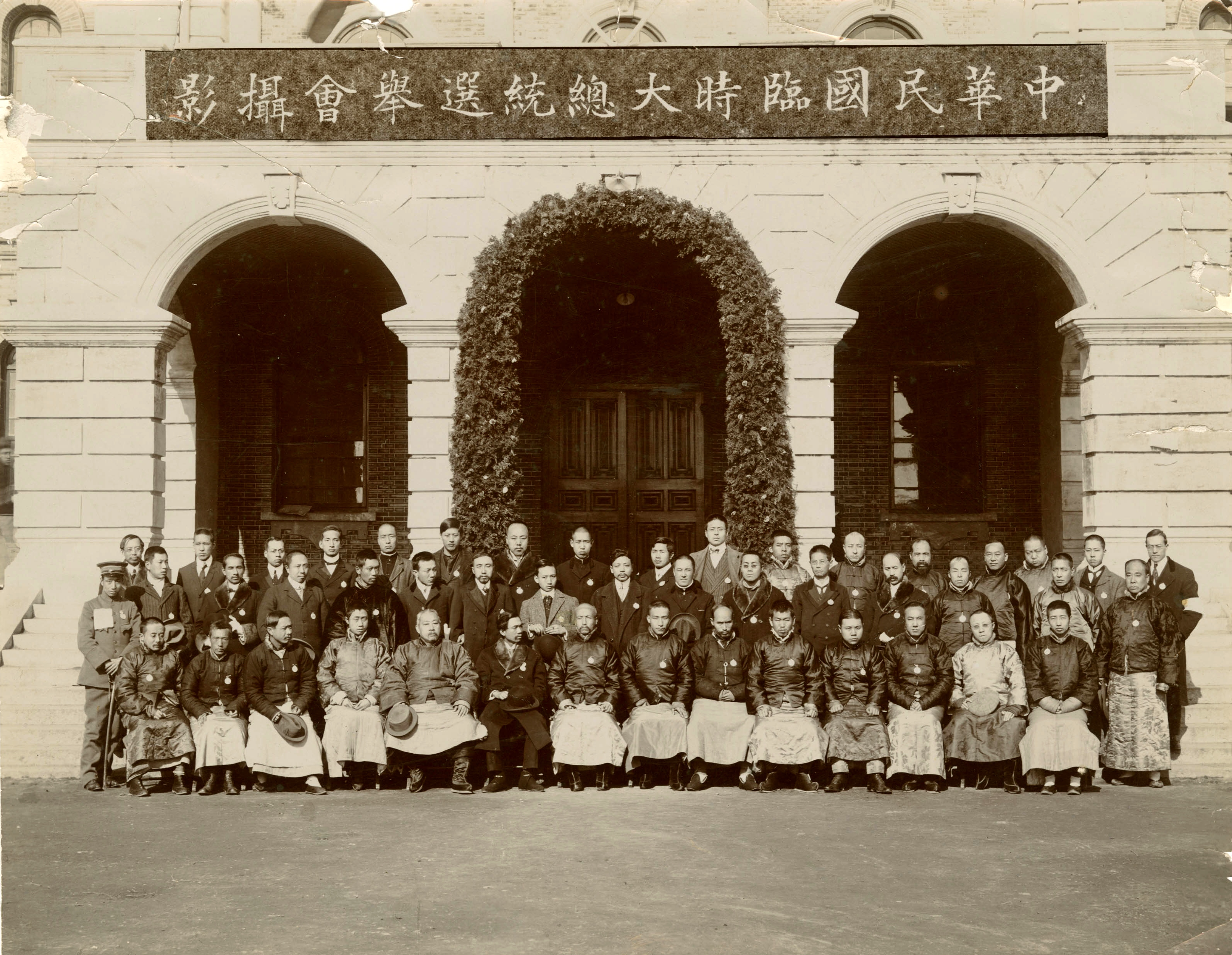
Fotografía del gobierno provisional reunido en Nankín para elegir un líder tras el estallido del levantamiento de Wuchang el 10 de octubre de 1911.

La elección presidencial provisional de la República de China de 1911 fue la elección celebrada el 29 de diciembre de 1911 durante la Revolución de Xinhai para elegir al primer presidente provisional y vicepresidente del Gobierno provisional de la República de China. Sun Yat-sen y Li Yuanhong fueron elegidos presidente y vicepresidente respectivamente. Sun tomó juramento a la medianoche del 1 de enero de 1912 y declaró el establecimiento oficial de la República de China.

## Electores
Se dio un voto a cada una de las diecisiete provincias presentadas en la asamblea. Otras cinco provincias todavía estaban bajo control Qing. Los protectorados de Mongolia Exterior, Mongolia Interior, Qinghai y Tíbet eran semiindependientes y no participaron en las elecciones.

## Resultados

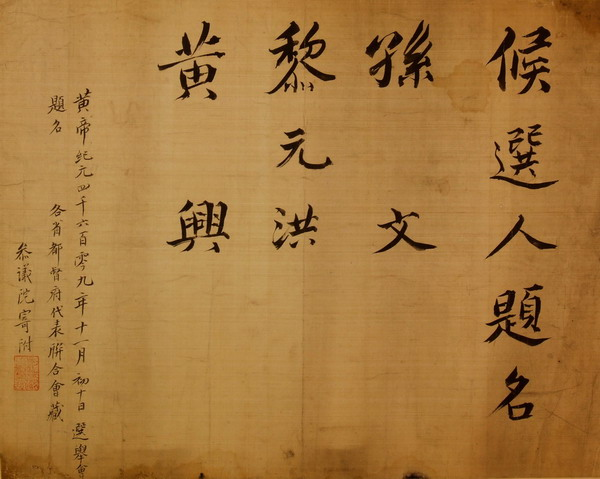
Lista oficial de candidatos electorales.

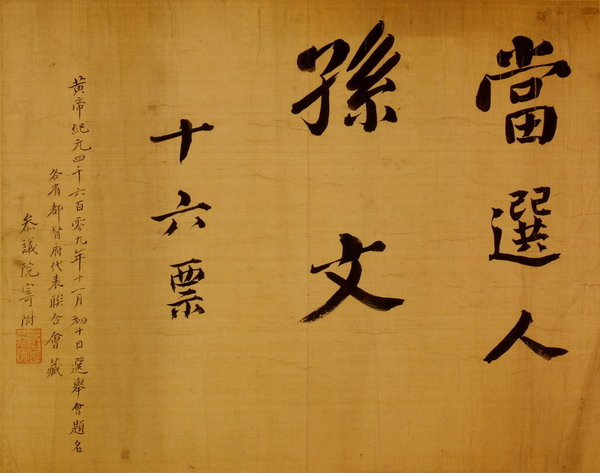
Resultados oficiales de las elecciones que dicen "candidato electo, Sun Yat-sen, 16 votos".

### Presidente
|  | 94,11 % |

|  | 5,88 % |

|  | 0 % |

### Vicepresidente
|  | 100 % |

|  | 0 % |

## Leer también
- Historia de las elecciones de la República de China. Taipei: Comisión Electoral Central, 1987 (en chino tradicional). Taipéi. 1987.

- Datos: Q7314458
- Multimedia: Republic of China presidential election, 1911 / Q7314458